# 末法
末法，佛教术语，佛教正法衰颓毀壞的意思，為一種佛教的末世論，末法时代之後便是法灭时期。末法說影響了東亞佛教的演變，尤其是淨土宗深受影響。

## 概要
大乘佛教認為教法流傳有三个时期：正法、像法和末法时期。
如來在世與滅度後，教法住世，依教法修行，出四雙八輩聖弟子、羅漢菩薩，能證果，稱為正法；如來滅度後，雖有教法及修行者，不能達到證果，稱為像法（像，相似之意）；教法垂世，人雖秉教，不修行及無證果，稱為末法。據記載，末法時代佛之正法衰頹，僧風濁亂。
一般而言，教（教法，巴利註釋書的用語是：pariyatti；俱舍論的用語是：āgama）、行（修行，巴利語：paṭipatti；梵語：pratipatti）、證（證果，巴利語、梵語：adhigama，巴利註釋書也會用paṭivedha，意思是體證）之具足或不具足，為區別此三個時期的準則。

## 分期

### 文獻記載
- 《雜阿含·906經》有正法、像法的說法[10]，《中阿含經·瞿曇彌經》說正法當住千年，由阿難請求佛陀度女性出家減為五百年[11]。對五百年之後，為何佛法仍然在世，沒有滅亡的疑問，《善見律毘婆沙》解釋由奉行八敬法，正法還復千年，《大毗婆沙論》則解釋為這是指「證法」的解脫堅固有五百年，後五百年唯有持戒、多聞堅固[12]。
- 大乘佛教中，正法、像法各自分別有五百年、千年之說，形成四說。第一說，合計千年，如《大乘三聚懺悔經》說「我涅槃後正法當住於五百歲，像法亦復住五百歲」。第二、三說，合計千五百年，如《悲華經·諸菩薩本授記品第四之五》：“般涅槃後，所有正法住世千歲，像法住世滿五百歲。”[13]《大方等大集經·月藏分》：「今我涅槃後，正法五百年，...像法住於世，限滿一千年。」[14]。第四說，合計二千年，吉藏《中觀論疏》稱外國祇洹精舍銘載之，位於古《涅槃經》經文之後，說「佛正法千年，像法千年，末法萬年。」
- 《大方等大集經·月藏分》有「五五百年」之說：「於我滅後五百年中，諸比丘等猶於我法解脫堅固；次五百年，我之正法禪定三昧得住堅固；次五百年，讀誦多聞得住堅固；次五百年，於我法中多造塔寺得住堅固；次五百年，於我法中鬪諍言訟白法隱沒損減堅固。」[15]
- 《仁王經·第2卷囑累品第八》：「佛告波斯匿王。今誡汝等。吾滅度後。正法欲滅。後五十年。後五百年。後五千年。無佛法僧。」[16]另一本則作八十年、八百年、八千年。[17]《大梵天王問佛決疑經》說「我滅度後。佛法住世。正法八百年。像法千二百。末法五千五百年。已去正法像法末法後所有年。五百歲是也。」
- 漢譯本《善見律毘婆沙》說正法能住世千年，千年之後佛法不都盡絕。於千年中阿羅漢能得三明，再千年能得阿羅漢但無三明，再千年只得阿那含果，再千年只得斯陀含果，再千年只得須陀洹果，再有五千年。前五千年能證果，後五千年學而不能證果。萬年後，經書文字都滅盡，只餘出家形相。[18]漢譯本將巴利本的「佛法住世五千年。五千年之後，教理隱沒」解釋為證法住世五千年，教理住世五千年，此後教理亦滅只餘形相。
- 《法華玄論》將正、像、末做了多種區分，提出多種判分之法。[19]

### 南傳上座部的觀點
據南傳上座部佛教律藏《犍度·小品·比丘尼犍度》記載，佛法能住世一千年。巴利律藏的義註《一切善見律注》解釋此文時，主張佛法住世千年，是指具有四無礙解智阿羅漢的證法能住世千年。之後證法在每千年就逐漸隱沒，第二千年最高可證純觀阿羅漢，第三千年是三果，第四千年是二果，第五千年是初果，故佛法住世五千年。五千年之後，教理隱沒故修行隱沒，修行隱沒故證悟隱沒。正法逐漸隱沒後，只剩下形相存在。此時比丘穿衣、拿缽等都不莊重，但這樣形相還不算消失，之後威儀漸漸消失。最後，比丘把袈裟布片撕掉，並扔到林野，那時才稱形相隱沒。律藏的複註心義燈（Saratthadipani-tika，V.ò.3.403）也如此主張。
對於正法住世五千年可證得的最高果位，注釋書間有不同主張。除了《一切善見律注》的說法外，在《長部》義註(D.A.3.161)中提及佛法住世五千年時說：「以證得無礙解（paṭisambhidā）而住立了一千年，以六通為一千年，以三明為一千年，以純觀行者（sukkha-vipassaka）為一千年，以波羅提木叉（pātimokkha）住立一千年。」；在《增支部》義註(A.A.1.1.130)中也有類似說法，但最後的一千年不是波羅提木叉，而是最高可證得阿那含果、斯陀含果、須陀洹果。《相應部》義註(S.A.2.3.156)則解釋正法的隱沒，是從四無礙解智阿羅漢、六通阿羅漢、三明阿羅漢、無三明的漏盡阿羅漢、三果、二果、初果，到初果也無法證得為止。:56
巴利經藏五部沒有“末法”之名稱，但其註釋書提到證悟隱沒、修行隱沒、教理隱沒，以及正法逐漸隱沒後，只剩下形相存在，之後威儀漸漸消失，那時稱形相隱沒。

### 漢傳佛教的觀點
此種思想最早見於北齊慧思（515～577）之《南嶽思禪師立誓願文》。慧思主張正法住世五百歲，像法住世一千歲，末法住世一萬年。他認為釋迦乃生於公元前1147甲寅，至公元前567年乃進入像法時代，北魏太武帝延和三年（434）甲戌，乃進入末法時代。
淨土信仰特別推重末法思想，認為末法時期，聖道門不能或難以成就，唯賴淨土和他力救度才得解脫。法華宗的日蓮和三階教等也接納末法思想，來闡發推動其主張。
吉藏《法華玄論》說「正法千年，像法千年，末法萬年」，佛滅度以來已得「一千五百九十六年」，認為當時距末法尚有404年。並稱「諸菩薩見如來法無有滅。常見諸佛，則萬二千乃至一切時皆是正法；二乘人見佛法有興衰，故有像正」。
太虛大師認為佛教分為三期：首千年「依聲聞乘行果趣發大乘心的正法時期」、次千年「依天乘行果趣獲大乘果的像法時期」，在印度進入第二千年的佛法，正是傳於西藏的密法；中國則是淨土宗」、再千年「依人乘行果趣進修大乘行的末法時期」，主張在當代適合依人乘行果趣向菩薩乘的「人生佛教」。
聖嚴法師表示釋迦牟尼佛出生於兩千五百多年前，相當於中國的周昭王時代。又以正法五百年、像法一千年，認為到了隋朝，便已進入末法時期。
日本是以佛滅於周穆王五十三年壬申（公元前九四九年），且區分正法千年、像法千年、末法萬年的見解為主流。按照該一區分，則一〇五二年（日本永承七年）是入末法第一年。

### 禪宗的觀點
日本禪宗的榮西及道元是對末法思想持否定的態度。尤其是道元，對於佛法經過正像末三時而逐漸衰滅的見解，很明確的表示否定，認為從佛祖真正傳授下來的禪宗是超越時代而通用的普遍法門，主張末法之說為激勵弟子精進修行的方便說。
韓國曹溪宗的知訥對於“時當末法，正道沉隱，如何能以定慧為務。不如勤念彌陀，修淨土之業”的疑問，知訥回答：“時雖變遷，心性不移。見法道之興衰者，是乃三乘權學之見，有智之人不應如是”，從心性不變的角度反駁質難。知訥以「華嚴一乘敎門」說諸佛及眾生心境「互相參入，如影重重」為了義之實說，此方穢土無佛他方淨土有佛、像法末法為不了義之權說，智者「不作如來出興滅沒之見」，自以「定慧二門，治諸心垢」，而即便修行不得成就，仍「不失善種，猶成來世積習勝緣」，強調定慧禪修的妥當性。

### 藏傳佛教的觀點
布頓所著的《佛教史大寶藏論》根據《十萬頌般若》的註疏，主張佛法住世五千年（十數五百年），是了義（即決定的或真實的）的說法，諸經餘說為不了義。密意的根本，是針對修行等的衰敗而言。
此中第一、第二、第三等三個五百年中，如其次第出有許多阿羅漢、阿那含、須陀洹。故此名為阿羅漢品、阿納含品、須陀垣品。即是「證三品」。
續為第四、第五、第六等三個五百年，如其次第出有許多具足勝觀、三摩地、戒律等功德的人。因此名為勝觀品、三摩地品、戒律品等，即是「修三品」。
繼為第七、第八、第九等三個五百年，如其次第出有善巧《對法》、《經藏》、《毗奈耶》等的許多導師。因此名為對法品、經藏品、毗奈耶品等，即「教三品」。
第十個五百年；由於僅有出家相，而不具足正確見行，因此名為「唯持相品」。此即最後五百年。
按照該書其中一種說法，赤祖德贊出世時，此前已過去的年數，共計為二千九百五十五年。薩迦·班智達（1182年－1251年）在西藏受具足戒時，在這年以前，已過去的年數為三千四百五十五年，還餘一千五百四十五年。但其它的說法，則認為當時已過去的年數，應當為一千八百六十五年，還餘三千多年。除此之外，對於年數計算尚有根據《時輪續》的多種異說。

## 未來佛
据《法滅盡經》所記載，佛法在世間完全消失的數千萬年之后，将有弥勒菩萨降世，担当起普度众生的责任。

## 學者觀點

### 憍賞彌法滅預言
中印度衰落，西北印度異族的不斷侵入，佛教受到了損害。於是結合了「滿千年已，佛法欲滅」的「正法千年」說，以及惡王入侵說，產生了憍賞彌法滅的預言，以勉勵佛教信眾護持佛法。西元八世紀初于闐文的The Book of Zambasta有與《大集經·月藏分》憍賞彌法滅類似的故事。:49另外《摩訶摩耶經》說「千五百歲，...惡魔波旬及外道眾踊躍歡喜，競破塔寺、殺害比丘。一切經藏皆悉流移至鳩尸那竭國，阿耨達龍王悉持入海，於是佛法而滅盡也。」

### 女性出家與末法
「女性出家導致正法從千年變成五百年」的說法，只見於部派佛教中上座部的律藏（包括南傳赤銅鍱部、法藏部、化地部、雪山部、說一切有部）而不見於大眾部的律藏，那体慧（Jan Nattier）因此認為這個說法可能出現在部派根本分裂之後。:29-32

## 影響
佛教傳統對於是否有長時間的末法時期有兩種看法：:136-138
- 南傳佛教、藏傳佛教與絲路佛教（英语：Silk Road transmission of Buddhism）認為佛法會逐漸難遇，最後突然消失，直到未來佛彌勒出世，因此沒有末法時期。此派認為偏離佛教傳統都是使佛法走向衰落，因此極端保守。
- 漢傳佛教認為有末法時期；而對於末法時期如何修行，一種是主張更加努力(如三階教)，一種主張另闢蹊徑(如淨土宗)。

隋唐時期，末法的說法盛行。道綽與信行更進一步認為當時是末法時期，必須提倡不同於傳統佛教的修行，因此道綽倡導念佛，被淨土宗稱為「二祖」，而信行則創立三階教。
「末法」傳至中國之後，和「劫災」之說結合，而形成「末劫」的觀念（如三期末劫之類）。原本，印度佛教的「末法」僅表示佛法衰落，不會造成世間衰亡、毀滅。佛教雖有「小劫三災」、「大劫三災」但和「末法」無直接關係。不過，傳來中國之後，說在法滅之前，會有「水旱不調、五穀不熟、疫氣流行、人命轉促、大水忽起」等災難，出現在《法滅盡經》，《般泥洹後比丘世變經》（敦煌文獻，疑為出三藏記集的《泥洹後諸比丘經》）亦說法滅之前「眾患萬變、當來大水、無復有山」，又說法滅之後，人壽逐漸變短。人類將滅絕之時，大海通小海，海水大地都沸騰，至閻浮提平整後，彌勒乃降世。沿著這種觀念，更進一步發展為佛法開始消亡之時，人間亦隨之衰壞，視彌勒菩薩為世間之拯救者，認為其到來將為人間帶來一個永遠的美好時期，如彌勒教、一貫道等民間秘密宗教均奉行這樣的末劫觀。

## 註解
1. ↑  印度佛教的文獻之中，原本就說法滅之前會有一些類似災難的徵兆，如《大毗婆沙論》說會有外族發動戰爭入侵印度，南傳上座部的複註《心義燈》說天不下雨，莊稼不能豐收[5]，但法滅之後，世間不會跟著毀滅（如《泥洹後諸比丘經》），也沒有法滅之前，壽命變短、大水淹沒世間的情節。

## 外部連結
- 佛教末法思想與基督教末世論之比較 （页面存档备份，存于）
- 佛教末法思想在中國之受容與開展 （页面存档备份，存于）
- 《思益經》「七邪法」初探 （页面存档备份，存于）
- 正量部的傳承研究 : 現在劫的劫末意識 （页面存档备份，存于）
- 評議《大毘婆沙論》之性別觀 （页面存档备份，存于）
- 漫談末法時期 （页面存档备份，存于）
- Jan Nattier. . Jain. 1991. ISBN 978-0-89581-926-0.（英文）